# Мелкий игрок
«Мелкий игрок», также известный как «Новичкам везёт» (англ. Two Dollar Bettor) — фильм нуар режиссёра Эдварда Л. Кана, который вышел на экраны в 1951 году.
Фильм рассказывает о добропорядочном отце двух взрослых дочерей Джоне Хьюитте (Джон Лител), который после первой ставки на ипподроме становится игроманом, доходя до кражи денег в банке, где работает финансовым контролёром. Когда двое мошенников обманывают его на скачках на крупную сумму, Джон решает разобраться с ними, что приводит к трагическим последствиям.
По мнению критиков, главным достоинством этого скромного в художественном плане фильма является стремление удержать людей от увлечения азартными играми.

## Сюжет
В городе Лэнгдон на Среднем Западе добропорядочный финансовый контролёр и вдовец Джон Хьюитт (Джон Лител) впервые в жизни оказывается на ипподроме, где друзья поражают его своим азартом, играя на скачках. В конце концов, они уговаривают Джона, вопреки его желанию, сделать небольшую двухдолларовую ставку. Шурин Джона по имени Джордж Ирвин (Дон Шелтон) подсказывает, что в следующем заезде лучше всего поставить на жокея Осборна, и, послушав Джорджа, к своему удивлению, Джон выигрывает. Друзья объясняют Джону, как анализировать статистику скачек, после чего он начинает успешно играть самостоятельно. За короткий срок скачки приносят ему достаточно денег, чтобы внести аванс за новую машину для своих любимых дочерей, 17-летней Нэнси (Барбара Логан) и 18-летней Дианы (Барбара Бестар). При очередной встрече с шурином Джон рассказывает ему, что работа в банке вполне позволяет ему вести скромную жизнь, содержать двух дочерей и даже делать небольшие накопления. Однако, заметив пробудившийся интерес Джона к скачкам, Джордж предлагает ему воспользоваться услугами брокера Бена Крюгера, который имеет возможность делать для него ставки по всей стране. Пребывая в отличном настроении от первых удач, Джон связывается с Крюгером и начинает пользоваться его услугами. Видя размах операций Джона, Крюгер вскоре выделяет ему одного из своих агентов, Мэри Слейт (Мэри Виндзор), которая будет осуществлять с Джоном денежные расчёты на еженедельной основе. Некоторое время Джон продолжает выигрывать, но когда получает травму жокей Осборн, ставки на которого обеспечивают Джону основной выигрыш, у него начинаются проблемы. Вскоре он теряет всё, что выиграл ранее и даже часть своих сбережений. Вид Джона становится всё более озабоченным и хмурым. Однажды вечером у себя дома Нэнси и Диана по традиции весело проводят время в компании своих сверстников, развлекаясь пением и танцами. В этот момент в дверь звонит Мэри, напоминая Джону, что он пропустил встречу, на которую должен был принести деньги за последний проигрыш на ипподроме. Когда Джон говорит, что не может сейчас заплатить, Мэри обещает уговорить Крюгера перенести оплату на следующую неделю, при этом игриво приглашая его в следующий раз заехать к ней на ужин домой. Однажды вечером, когда дочери уходят гулять со своими парнями, их заботливая бабушка Сара Ирвин (Кэй Лавелл) подшучивает над Джоном, говоря, что он якобы хочет, чтобы дочери вышли замуж ради денег. На это Джон серьёзно отвечает, что главное для него не деньги, а счастье дочерей. Когда Сара замечает, что Джону не следует жить только ради дочерей и стоит подумать и о себе, о своём браке, Джон уходит от ответа. Несколько дней спустя, не видя иной возможности выплатить долг, Джон в отчаянии открывает сейф в банке, где хранятся подотчётные ему наличные, берёт оттуда 600 долларов, и отвозит их Мэри домой.
Тем временем Диана случайно встречает около банка Филлипа, сына президента банка Карлтона Адамса (Уолтер Кингсфорд), в котором работает её отец. Раньше они были знакомы, и теперь Филлип после окончания Принстонского университета вернулся в родной город. Очарованный Дианой, Филипп уговаривает её пообедать с ним, и вскоре между ними начинаются серьёзные отношения. Джон продолжает играть на скачках, проигрывая всё больше, и он вынужден покрывать свои проигрыши за счёт денег, которые продолжает незаконно брать из банка. Не зная, как покрыть недостачу, Джон обращается за помощью к Джорджу, сообщая ему, что «задолжал банку» уже 14 тысяч долларов, из которых только небольшую часть может покрыть из собственных средств. Джордж заявляет, что вскоре на несколько недель уезжает в деловую командировку, которая должна принести ему около 10 тысяч долларов, и эти деньги, прибавив свои накопления, он обещает отдать Джону. Взамен Джордж требует, чтобы Джон поклялся, что никогда больше не будет играть на скачках. Вскоре после этого Диана и Филипп объявляют о своей помолвке, и Карлтон вместе с женой приезжает к Джону в гости, сообщая, что они будут счастливы иметь такую невестку, как Диана. Более того, Карлтон доверительно сообщает, что через неделю собирается назначить Джона генеральным менеджером банка с окладом в 20 тысяч долларов в год, при этом перед его назначением в банке будет проведён аудит. Джон робко просит перенести всё на несколько недель, однако Карлтон отвечает, что вопрос уже решён. Джон понимает, что если он вовремя не вернёт в кассу банка деньги, он не только потеряет своё место, но и разрушит счастье своей дочери. По телефону он разыскивает шурина, чтобы получить от него деньги, однако тот постоянно переезжает с места на место. На глаза Джону попадает газета с заголовком, что Осборн вернулся на ипподром, и, не видя иного выхода, Джон решает поставить на него. Так как ставка на победу Осборна составляет 1:7, Джон берёт из сейфа 2000 долларов, которые хочет поставить на любимого жокея. Так как скачки проходят в Новом Орлеане, Джон делает ставку через Крюгера, однако тот принимает от него только 1000 долларов. Джон понимает, что этого ему не достаточно. В тот же день он вылетает в Новый Орлеан, где непосредственно на ипподроме ставит на Осборна вторую тысячу. На бегах Джон настолько отчаянно болеет за своего наездника, что это вызывает беспокойство у других зрителей. Первоначально Осборна, который пришёл к финишу первым, объявляют победителем, и Джон ликует от счастья. Однако перед выплатой выигрыша приходит сообщение, что за нарушение правил Осборн поставлен на второе место, и обескураженный Джон остаётся ни чем. Совершенно подавленный, он возвращается домой, не зная, что делать дальше.
На следующий день Джон встречается с Мэри, чтобы отдать деньги за свою ставку в 1000 долларов. Видя его подавленное состояние, Мэри утешает его и уговаривает немедленно бросить играть. Когда Джон заявляет, что не может сейчас выйти из игры, так как задолжал слишком много, Мэри, делая вид, что проявляет о нём заботу, предлагает «спасительный вариант». Она говорит, что ему надо сыграть один раз по-крупному, чтобы закрыть свои долги, и после этого перестать делать ставки навсегда. Мэри рассказывает, что у неё есть брат Рик Бауэрс (Стив Броуди), который входит в узкий круг людей, которые благодаря своим связям всегда заранее знают результат, и он сможет дать хорошую наводку на победителя. Вернувшись домой, Мэри обнимает и целует Рика, который оказывается её любовником и партнёром по мошенничеству. После этого они разрабатывают детальный план, как получить с Джона максимум денег в кратчайшее время. На следующий день Мэри приводит Джона в шикарный номер в лучшей городской гостинице, где остановился Рик. Тот выдаёт себя за спортивного промоутера, который собирается вложить деньги в ипподром в Лэнгдоне. Затем он говорит, что готов принять от Джона ставку на один из сегодняшних забегов. Когда Джон слышит, как по телефону сам Рик ставит на этот забег 100 тысяч долларов, он направляется в банк и похищает из кассы ещё 20 тысяч долларов, которые передаёт Рику.
После этого Джон отправляется на работу, где Карлтон публично объявляет о предстоящем назначении его генеральным менеджером банка. Тем временем, приходит сообщение со скачек о победе лошади, на которую поставил Джон. Он немедленно пытается связаться с Риком, однако в гостинице сообщают, что Рик только что выписался и уехал, не оставив адреса для связи. Понимая, что его обманули, Джон достаёт из стола револьвер и направляется домой к Мэри. Тем временем Мэри и Рик заканчивают паковать вещи и собираются уезжать. В этот момент появляется Джон, направляя на них свой револьвер. Под угрозой оружия Мэри отдаёт Джону его 10 тысяч долларов. Когда Джон требует вторую половину своих денег, Рик говорит, что они лежат у него в чемодане. Открыв чемодан, он незаметно берёт оттуда пистолет и стреляет в Джона. Раненый Джон двумя ответными выстрелами убивает Рика и Мэри, после чего садится в машину и едет домой к президенту банка. Карлтон усаживает смертельно раненого Джона в кресло и посылает за доктором. Оставшись со своим боссом наедине, Джон возвращает ему 20 тысяч долларов, сообщая, что остался должен банку ещё 16 тысяч, которые украл ранее. Более всего переживая по поводу того, что опозорил своих дочерей, Джон берёт с Карлтона обещание, что всё, что он сейчас рассказал, останется тайной. Когда приезжает полиция, Карлтон излагает им версию, что Джон вёз ему деньги по его просьбе, когда на него напали двое грабителей, которых он был вынужден убить из самообороны и погиб сам.
Несколько месяцев спустя Диана и Филлип женятся, и Филлип предлагает пригласить Нэнси жить вместе с ними. Не зная о том, что случилось на самом деле, Диана восклицает: «Папа гордился бы нами так же, как я горжусь им».

## В ролях
- Стив Броуди — Рик Бауэрс, он же Рик Слейт
- Мэри Виндзор — Мэри Слейт
- Джон Лител — Джон Хьюитт
- Барбара Логан — Нэнси Хьюитт
- Роберт Шервуд — Филлип Адамс
- Барбара Бестар — Диана «Ди» Хьюитт
- Уолтер Кингсфорд — Карлтон П. Адамс
- Дон Шелтон — Джордж Ирвин
- Кэй Лавелл — бабушка Сара Ирвин

## Создатели фильма и исполнители главных ролей
Режиссёр фильма Эдвард Л. Кан за свою карьеру, охватившую период с 1931 по 1962 год, поставил более 70 фильмов, большинство из которых были короткометражками или низкобюджетными фильмами категории В, среди которых сегодня наиболее популярны его фантастические фильмы ужасов «Существо с атомным мозгом» (1955), «Существо из прошлого» (1956), «Вторжение обитателей летающих тарелок» (1957), «Оно! Ужас из космоса» (1958) и «Невидимые захватчики» (1959). Кан также поставил криминальные такие драмы, как «Эксперимент Алькатрас» (1950), «Дочери-беглянки» (1956) и «Стволы, девочки и гангстеры» (1959).
Джон Лител в период с 1929 по 1966 год сыграл более чем в 150 фильмах, однако практически никогда не играл главные роли. К числу самых значимых картин с его участием относятся «Меченая женщина» (1937), «Чёрный легион» (1937), «Они ехали ночью» (1940), «Они умерли на своих постах» (1941), «Сквозь горе, тоску и утраты» (1943), «Западня» (1948), «Распрощайся с завтрашним днём» (1950) и «Скарамуш» (1952).
Мэри Виндзор более всего известна по ролям в фильмах нуар «Силы зла» (1948), «Узкая грань» (1952), «Снайпер» (1952), «Женщина без мужчин» (1952), где она сыграла редкую для себя главную роль, «Пол-акра ада» (1954) и «Убийство» (1956).

## История создания фильма
Название оригинальной истории Говарда Эмметта Роджера (англ. Howard Emmett Roger) было «Слишком поздно» (англ. The Far Turn).
По сообщению «Голливуд Репортер», изначально на главные роли планировались Джон Айрленд и Мэри Хетчер, но их заменили на Джона Литела и Мэри Виндзор.
В 1955 году на фильм вышел телеремейк в рамках киноальманаха «Видеотеатр „Люкс“», в котором роль Джона Хьюитта сыграл Джин Локхарт.
Как отметил историк кино Хэл Эриксон, «эот низкобюджетный фильм поставлен Эдвардом Л. Каном с обычной для него эффективностью за десять дней».

## Оценка фильма критикой

### Общая оценка фильма
Как пишет современный историк кино Деннис Шварц, этот фильм на моральную тему является «классическим примером эксплуатационного фильма 1950-х годов, который отражает глубокие проблемы маниакальных игроков, показывая, как низко они могут пасть».

### Оценка актёрской игры
Как отмечает Хэл Эриксон, «список актёров этого независимого фильма возглавляет надёжный актёр второго плана Джон Лител», однако «всех затмевает своей нестандартной игрой Мэри Виндзор в роли мошенницы, которая намерена обобрать несчастного Хьюитта до нитки».